# Hospicio Cabañas

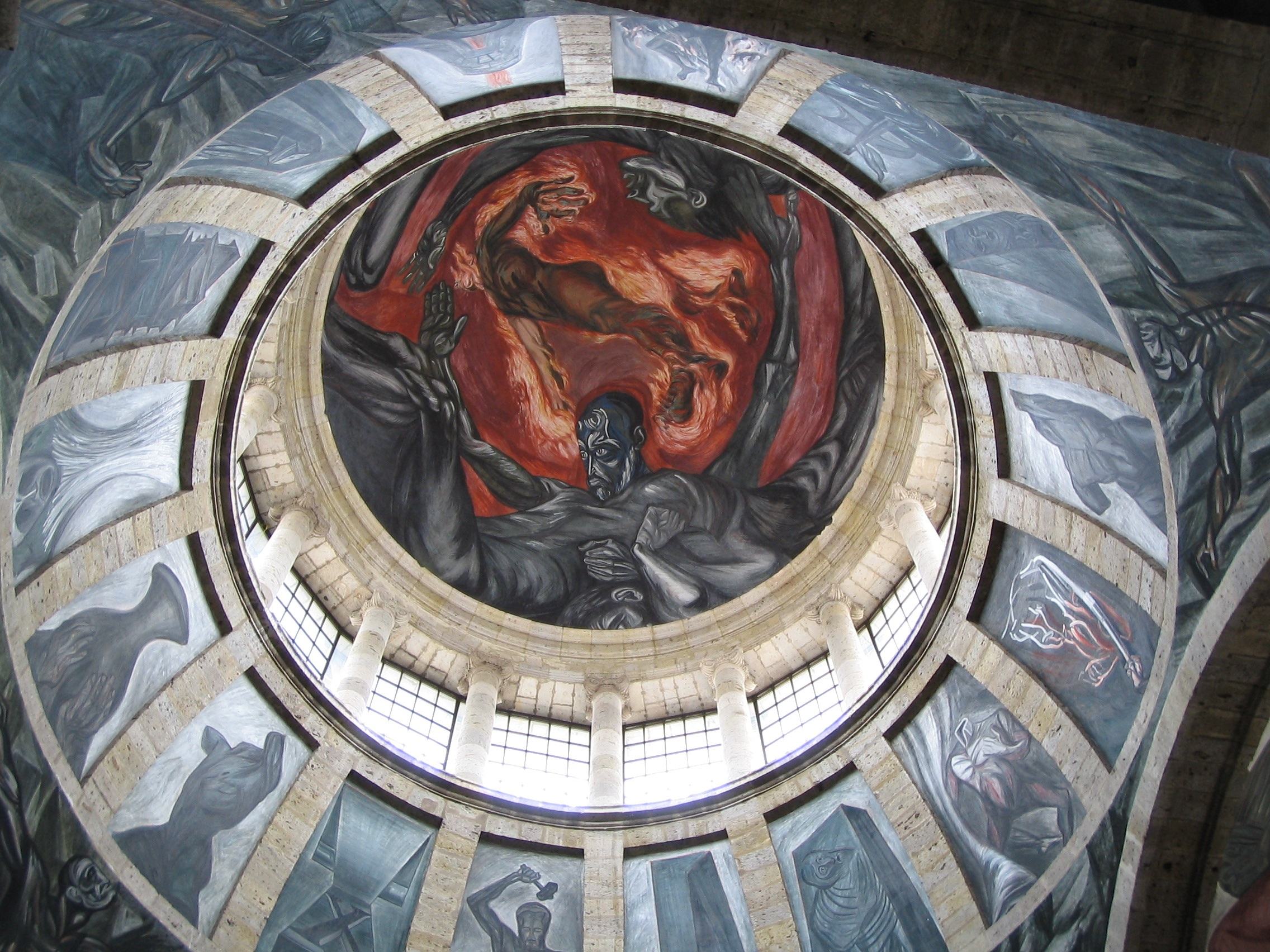
Orozco hombre de fuego

Hospicio Cabañas i Guadalajara, Jalisco, Mexiko, är ett av de äldsta och största sjukhuskomplexen i Latinamerika.
Komplexet grundades 1791 av Guadalajaras biskop för att kombinera funktionerna av ett arbetshus, sjukhus, barnhem och fattighus. Det fick sitt namn av Juan Ruiz de Cabañas som tilldelades biskopssätet i Guadalajara 1796 och engagerade Manuel Tolsá, en känd arkitekt från Mexico City för att rita byggnaden.
Tolsás design grundades på klassiska exempel såsom Les Invalides i Paris och El Escorial nära Madrid. Byggnaderna bildar en rektangel som mäter 164x145 meter. Komplexet är uppfört i ett plan, "för att underlätta förflyttandet av de sjuka, gamla, och barnen". Byggnaderna är 7,5 meter höga, kapellets murar är dock dubbelt så höga och det har därtill en kupol som når en höjd av 32,5 m.
Efter Cabañas död 1823, fortgick byggandet fram till 1829. I mitten av 1800-talet fungerade komplexet en tid som kasern. Sjukhuset fortsatte sedan sin verksamhet till 1980, då Cabañas kulturinstitut, med tillhörande skolor för konst och hantverk, flyttade in. Höjdpunkten av interiörens utsmyckning är en serie monumentala fresker av José Clemente Orozco, inklusive en av hans mest berömda skapelser, allegorin Eldens man (1936-39).